# Região Geográfica Imediata de Presidente Epitácio-Presidente Venceslau
A Região Geográfica Imediata de Presidente Epitácio-Presidente Venceslau é uma das 53 regiões imediatas do estado brasileiro de São Paulo, uma das quatro regiões imediatas que compõem a Região Geográfica Intermediária de Presidente Prudente e uma das 509 regiões imediatas no Brasil, criadas pelo IBGE em 2017.
É composta por 5 municípios, tendo uma população estimada pelo IBGE para 1.º de julho de 2017, de 98 440 habitantes e uma área total de 3 968,931 km².

## Municípios
Fonte: IBGE – Cidades
| Município            | População Estimada (2017) | Área (km²) |
| -------------------- | ------------------------- | ---------- |
| Caiuá                | 5 695                     | 551.159    |
| Marabá Paulista      | 5 611                     | 919.519    |
| Piquerobi            | 3 693                     | 482.769    |
| Presidente Epitácio  | 43 897                    | 1260.281   |
| Presidente Venceslau | 39 544                    | 755.203    |
| Total                | 98 440                    | 551,159    |